# Mallophora robusta
Mallophora robusta là một loài ruồi trong họ Asilidae. Mallophora robusta được Wiedemann miêu tả năm 1828.